# Ray Harryhausen
Ray Harryhausen (Los Angeles, 29 giugno 1920 – Londra, 7 maggio 2013) è stato un produttore cinematografico, effettista e animatore statunitense.
È considerato un maestro dell'animazione a passo uno, tecnica con la quale ha inserito creature fantastiche e mostruose all'interno di film girati con attori in carne e ossa.
Harryhausen preferiva non paragonare il proprio lavoro nei film in live action con i film di animazione di Tim Burton e Nick Park, che lui vede semplicemente come “film di pupazzi”. Harryhausen fu capace, insieme ad altri animatori, di inserire realmente (e realisticamente) l'animazione a passo uno all'interno dei film in live action. I personaggi da loro creati interagiscono con il mondo circostante in cui l'azione si svolge, e ne fanno davvero parte.

## Biografia
Prima dell'avvento dei computer, nel cinema si usavano tecniche diverse per realizzare gli effetti speciali di animazione. Una delle tecniche più utilizzate era l'animazione a passo uno, che divenne famosa soprattutto a partire da King Kong (1933). Il lavoro di Willis O'Brien per Kong ispirò Harryhausen ad occuparsi di animazione.
Grazie ad un'animazione di prova che aveva realizzato per un progetto poi abortito chiamato Evolution (in segno di omaggio al Creation di O'Brien), che mostrava due dinosauri in lotta, Harryhausen fu assunto presso la Paramount, che lo fece lavorare nei cortometraggi a tecnica mista diretti da George Pal.
Durante la guerra fece parte della Army Motion Picture Unit, e grazie a questo incarico entrò in possesso di svariate migliaia di metri di pellicola, che utilizzò per realizzare una serie di cortometraggi con protagonista Mamma Oca. Questi cortometraggi gli fecero ottenere un incarico alla Warner per il suo primo film importante, Il re dell'Africa (1949), e in seguito ne Il risveglio del dinosauro (1953), che secondo quanto ammesso dagli stessi Tomouki Tanaka e Ishirō Honda fu fonte di ispirazione per il primo film di Godzilla (1954). Fu in questi due film che Harryhausen utilizzò per la prima volta lo split-screen, una tecnica che in seguito avrebbe chiamato Dynamation e che gli permetteva di dare l'impressione che le sue miniature stessero interagendo direttamente con gli attori.
Nel 1949 Harryhausen creò un alieno estremamente somigliante al marziano immaginato da H.G. Wells ne La guerra dei mondi, ma il progetto che avrebbe dovuto adattare il romanzo per il grande schermo non fu mai portato a termine.
Harryhausen passò quindi alla Columbia ed iniziò una fruttuosa collaborazione con Charles H. Schneer. Il loro primo film insieme fu Il mostro dei mari (1955), che aveva come protagonista un polpo gigante, seguito da La Terra contro i Dischi Volanti (1956). Quello stesso anno fece un breve ritorno alla Warner per lavorare con il suo mentore Willis O'Brien nel documentario di Irwin Allen Il mondo è meraviglioso, occupandosi del segmento relativo ai dinosauri.
Ritornato alla Columbia, collaborò nuovamente con Schneer nella realizzazione di A 30 milioni di km. dalla Terra (1957), ma è l'anno successivo che ottenne il suo primo grande successo, con Il 7º viaggio di Sinbad.
Per il fatto di voler lavorare sempre da solo, Harryhausen ha spesso bisogno di molto tempo per realizzare i suoi effetti speciali. Il suo film successivo a Sinbad fu infatti del 1960, I viaggi di Gulliver. Nel 1961 partecipò all'adattamento cinematografico del romanzo di Verne L'isola misteriosa, e due anni dopo realizzò il suo capolavoro, Gli argonauti, che tra le tante scene divenute classiche presenta una lunga e sorprendente battaglia tra gli attori e un gruppo di scheletri. Questa singola scena necessitò da sola oltre quattro mesi per essere completata.
Nonostante Gli argonauti sia oggi considerato il miglior film di Harryhausen, all'epoca della sua uscita non ottenne un grande successo tra il pubblico. Harryhausen stava comunque già lavorando a Base Luna chiama Terra, ispirato ad un romanzo di H.G. Wells. In seguito collaborò con la Hammer, realizzando i dinosauri per Un milione di anni fa (1966) e quindi con la Warner per un altro film di dinosauri, La vendetta di Gwangi (1969), che era in realtà un suo progetto personale che stava cercando di realizzare da diversi anni.
Negli anni settanta tornò a lavorare a film mitologici con Il viaggio fantastico di Sinbad e Sinbad e l'occhio della tigre. Nel 1981 lavorò per l'ultima volta con delle miniature animate a passo uno, nel film Scontro di titani, che gli valse una candidatura ai Saturn Award per i migliori effetti speciali.
È morto nel 2013 all'età di 92 anni.

## Riconoscimenti
Il pionieristico lavoro di Ray Harryhausen non fu riconosciuto dalla comunità cinematografica fino al 1992, quando gli fu assegnato il Premio Gordon E. Sawyer dall'Academy of Motion Picture Arts and Sciences. Il premio riconosce “una persona che ha fornito al cinema un contributo tecnico di livello tale da dare lustro all'intera industria cinematografica”.
Harryhausen ha anche avuto l'onore di ricevere una stella sulla Hollywood Walk of Fame.

## Influenza culturale e citazioni
Nel 2001 il film della Pixar Monsters & Co. ha reso omaggio al lavoro di Harryhausen mostrando in una scena i protagonisti del film all'interno di un ristorante giapponese chiamato “Harryhausen's”.
Anche il film di Tim Burton La sposa cadavere contiene un tributo ad Harryhausen, che diventa la marca del pianoforte che si trova nella casa della famiglia Everglot. È curioso notare che anche in Wallace & Gromit: La maledizione del coniglio mannaro appare un pianoforte di marca Harryhausen.
Nel commento contenuto nel DVD del suo film Il Signore degli Anelli - La Compagnia dell'Anello, il regista Peter Jackson ha dichiarato di aver voluto rendere omaggio ad Harryhausen nella scena in cui un gigantesco troll attacca la Compagnia, facendo muovere la creatura come si muovevano quelle di Harryhausen.
Nel 1993 Sam Raimi fece lo stesso con l'esercito di scheletri de L'armata delle tenebre.
Leo Ortolani cita Harryhausen nel fumetto "Cinzia la Barbara", una parodia di Conan il Barbaro. Durante una battaglia contro scheletri viventi lancia una spada contro quella che è la fonte degli scheletri; nella vignetta successiva si vede Harryhausen trafitto da una spada.
Il film Pacific Rim (2013) di Guillermo del Toro è dedicato alla memoria di Harryhausen, come citato tra i titoli di coda: "Dedicated to the memory of monster masters Ray Harryhausen and Ishiro Honda"/"Dedicato alla memoria dei maestri dei mostri Ray Harryhausen e Ishiro Honda".
Nel 2007 la band inglese The Hoosiers pubblica un singolo intitolato "Worried About Ray" che è dichiaratamente ispirato alle tecniche pionieristiche di Ray Harryhausen.

## Filmografia

### Regia
- How to Bridge a Gorge (1942) - non accreditato
- Mother Goose Stories (1946)
- The Story of Little Red Riding Hood (1950)
- The Story of Hansel and Gretel (1951)
- The Story of Rapunzel (1952)
- The Story of King Midas (1953)
- The Tortoise & the Hare (2002)
- Ray Harryhausen: The Early Years Collection (2005)

### Effetti speciali
- Tulips Shall Grow, regia di George Pal (1942) - non accreditato
- Il re dell'Africa (Mighty Joe Young), regia di Ernest B. Schoedsack (1949)
- Il risveglio del dinosauro (The Beast from 20,000 Fathoms), regia di Eugène Lourié (1953)
- Il mostro dei mari (It Came from Beneath the Sea), regia di Robert Gordon (1955)
- Il mondo è meraviglioso (The Animal World), regia di Irwin Allen (1956)
- La Terra contro i dischi volanti (Earth vs. the Flying Saucers), regia di Fred F. Sears (1956)
- A 30 milioni di km. dalla Terra (20 Million Miles to Earth), regia di Nathan Juran (1957)
- Il 7º viaggio di Sinbad (The 7th Voyage of Sinbad), regia di Nathan Juran (1958)
- I viaggi di Gulliver (The 3 Worlds of Gulliver), regia di Jack Sher (1960)
- L'isola misteriosa (Mysterious Island), regia di Cy Endfield (1961)
- Gli argonauti (Jason and the Argonauts), regia di Don Chaffey (1963)
- Base Luna chiama Terra (First Men in the Moon), regia di Nathan Juran (1964)
- Un milione di anni fa (One Million Years B.C.), regia di Don Chaffey (1966)
- La vendetta di Gwangi (The Valley of Gwangi), regia di Jim O'Connolly (1969)
- Il viaggio fantastico di Sinbad (The Golden Voyage of Sinbad), regia di Gordon Hessler (1974)
- Sinbad e l'occhio della tigre (Sinbad and the Eye of the Tiger), regia di Sam Wanamaker (1977)
- Scontro di titani (Clash of the Titans), regia di Desmond Davis (1981)

### Attore
- A 30 milioni di km. dalla Terra (20 Million Miles to Earth), regia di Nathan Juran (1957)
- Spie come noi (Spies Like Us), regia di John Landis (1985)
- Beverly Hills Cop 3 (Beverly Hills Cop III), regia di John Landis (1994)
- Il grande Joe (Mighty Joe Young), regia di Ron Underwood (1998)
- Ladri di cadaveri (Burke & Hare), regia di John Landis (2011)